# Lotus 112
Lotus 112 è un prototipo di monoposto di Formula 1 progettato per il Team Lotus con lo scopo di partecipare alla stagione di Formula 1 1995.

## Concetto
La Lotus 112 era l'auto del Team Lotus che avrebbe dovuto correre nella stagione di Formula 1 1995.  Era un progetto concepito dal capo designer Chris Murphy durante la stagione precedente. Originariamente la designazione di Tipo 112 doveva essere per il modello che divenne la Lotus Elise. Tuttavia, a quell'auto è stato dato invece il numero di tipo 111, in omaggio all'originale Lotus Eleven.
Come progetto, poco era stato confermato sulle specifiche finali dell'auto. Si diceva che la Lotus avesse intenzione di includere il promettente motore Mugen-Honda ZA5D di specifiche superiori, che aveva mostrato grandi promesse alla sua prima uscita durante il Gran Premio d'Italia del 1994 a Monza.  Johnny Herbert aveva qualificato la sua Lotus 109 4º in griglia prima di essere tamponato Eddie Irvine che aveva frenato tardi al la prima variante.  Tuttavia, nel tentativo di ridurre i costi associati a un accordo esclusivo sul motore, la Lotus optò per i motori Cosworth.
Il Team Lotus stava anche pianificando di utilizzare la copia di piloti del 1994 composta da Alessandro Zanardi e Mika Salo.
In apparenza la 112 era sostanzialmente simile alle altre Lotus progettate da Chris Murphy. Tuttavia, incorporava un nuovo e caratteristico naso a freccia e un'insolita disposizione del puntone della sospensione anteriore. Nonostante questa svolta radicale, la costruzione dell'auto ha mantenuto alcuni tratti distintivi caratteristici.  La carrozzeria sarebbe stata costruita con il tradizionale composito Lotus a nido d'ape in alluminio e carbonio, con la scocca lavorata in fibra di carbonio. Solo alcune parti del 112 furono fabbricate prima che il progetto fosse sospeso, insieme al modello in scala per i test in galleria del vento che fu poi trovato nel dipartimento di ingegneria aeronautica della City University. I test in galleria del vento sono stati promettenti, con l'auto che produceva molto più carico aerodinamico rispetto alla 109. La 112 ha anche superato i crash test della FIA.

## La fine del Team Lotus e l'impatto sulla 112
Il 17 gennaio 1995 il nuovo proprietario David Hunt (fratello minore del campione del mondo del 1976 James) fu costretto a chiudere il Team Lotus a causa del debito paralizzante e della mancanza di sponsorizzazioni per la prossima stagione.
La Lotus 112 divenne quindi l'ultima vettura del Team Lotus.
David Hunt fuse ciò che era rimasto del Team Lotus con la Pacific Racing, ribattezzando la squadra "Pacific Team Lotus" per il 1995. La stagione tuttavia non ebbe successo e la Pacific si ritirò dalla Formula 1 alla fine dell'anno.